# Andries Hendrik Potgieter

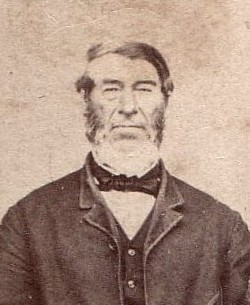
Andries Hendrik Potgieter (1851/1852)

Andries Hendrik Potgieter (* 19. Dezember 1792 in Graaff-Reinet, Kapkolonie; † 16. Dezember 1852 in Zoutpansbergdorp) war ein Voortrekker-Anführer. Er war Staatsoberhaupt der Burenrepubliken Republik Potchefstroom und Republik Winburg-Potchefstroom und von 1845 bis zu seinem Tod Anführer der Buren im Zoutpansberg-Gebiet.

## Leben
Potgieter wurde in Graaff-Reinet in der Kapkolonie als zweites Kind von Petronella Margaretha und Hermanus Potgieter geboren. Er kämpfte im Vierten und Fünften Grenzkrieg gegen die Briten und lebte später als wohlhabender Landwirt im Gebiet um Tarkastad. 1835 verließen Potgieter und eine Gruppe von Voortrekkers unter seiner Führung die Kapkolonie. Andere Trecks unter Louis Tregardt und Johannes Hendrik Janse van Rensburg waren ihm schon vorausgegangen. Der geistliche Anführer der Voortrekkers, Sarel Arnoldus Cilliers, schloss sich später dem Potgieter-Treck an.
Sein Treck bewegte sich landeinwärts zum späteren Oranje-Freistaat, wo er in Thaba Nchu einen Vertrag mit dem Anführer der Barolong, Moroka II., unterschrieb. Der Vertrag legte fest, dass Potgieter die Barolong gegen die plündernden Matabele schützen und im Gegenzug Land erhalten sollte.
Der damalige Matabele-König, Mzilikazi, fühlte sich durch den Einfall der europäischen Siedler in seiner Einflusssphäre bedroht, so dass er im Oktober 1836 einen Angriff der Matabele auf Potgieters Lager bei Vegkop, nahe der heutigen Stadt Heilbron, führte. Der Angriff wurde abgewehrt, aber die Matabele erbeuteten die meisten der Trekker-Ochsen, überlebenswichtige Zugtiere ihrer Wagen. Der gemeinsame Treck von Piet Retief und Gerrit Maritz kam Potgieter zur Hilfe. Moroka half mit Ochsen aus. Potgieters Gruppe traf sich mit Retief und Maritz bei Thaba Nchu, wo sie eine Voortrekker-Regierung bildeten und sich entschieden, nach Natal zu ziehen, wo sie die Republik Natalia gründeten. Potgieter war dagegen und blieb in Thaba Nchu. Nachdem Piet Retief und seine Weggefährten 1838 durch Dingane getötet und andere Voortrekker beim Bloukrans River und Bushman River überfallen worden waren, eilten Potgieter und ein anderer Anführer, Pieter Lafras Uys, ihnen zu Hilfe. Eine größere militärische Truppe wurde aufgestellt. Um Uneinigkeiten der neuen Voortrekkeranführer in Natalia vorzubeugen und eine Spaltung zu verhindern, entschied Maritz, dass sowohl Uys als auch Potgieter befehlen sollten. Zwischen Uys und Potgieter entstand dennoch ein Machtkampf, der eine Truppenspaltung nach sich zog. Die aufgeteilte Truppe wurde bei Italeni in einen Hinterhalt von Zulu gelockt. Pieter Lafras Uys und sein Sohn Dirkie Uys wurden getötet. Die umzingelte und zahlenmäßig unterlegene Truppe floh. Potgieter wurde für seine Entscheidungen kritisiert und die Truppe mit Die Vlugkommando betitelt („Das Fluchtkommando“). Er wurde weiterhin beschuldigt, den Tod der Uys verursacht zu haben. Er verließ Natal endgültig und zog nach Transvaal.
Er gründete dort 1838 den Ort Mooiriviersburg, das später nach ihm benannte Potchefstroom, und diente als erstes Staatsoberhaupt der Republik Potchefstroom und nachfolgend der Republik Winburg-Potchefstroom. 1843 reiste er erstmals nach Delagoa Bay im heutigen Mosambik, um die Möglichkeit eines Zugangs zu Handelswegen jenseits des britischen Einflussbereichs auszuloten.
1845 gründete Potgieter Ohrigstad (ursprünglich Andries-Ohrigstad nach Potgieter selbst und George Ohrig benannt) als Handelsniederlassung. Wegen Malaria mussten die Voortrekker die Stadt verlassen. Sie zogen einschließlich Potgieter nordwärts in das Gebiet des Soutpansberges, wo er die Stadt Zoutpansbergdorp gründete, später umbenannt in Schoemasdal.
Nach der Annexion Natalias 1843 durch Großbritannien zogen viele der in Natal ansässigen Trekker in die später Oranje-Freistaat und Transvaal genannten Gebiete. Diese Neuankömmlinge und ihr Anführer Andries Pretorius weigerten sich, die Autorität Potgieters anzuerkennen, so dass ein neuer Machtkampf ausbrach. Eine militärische Auseinandersetzung konnte vermieden werden und 1848 wurde in Rustenburg ein Friedensvertrag unterzeichnet. Potgieter starb am 16. Dezember 1852 in Zoutpansbergdorp.